# Doboka
Doboka là một thị xã và là nơi đặt ủy ban khu vực thị xã (town area committee) của quận Nagaon thuộc bang Assam, Ấn Độ.

## Nhân khẩu
Theo điều tra dân số năm 2001 của Ấn Độ, Doboka có dân số 11.043 người. Phái nam chiếm 52% tổng số dân và phái nữ chiếm 48%. Doboka có tỷ lệ 58% biết đọc biết viết, thấp hơn tỷ lệ trung bình toàn quốc là 59,5%: tỷ lệ cho phái nam là 64%, và tỷ lệ cho phái nữ là 51%. Tại Doboka, 18% dân số nhỏ hơn 6 tuổi.